# Belgisch witblauw
Het Belgisch witblauw, of afgekort BWB, ook als BBB, naar de Franstalige naam, blanc bleu belge, is een Belgisch runderras. Een andere naam die gebruikt wordt is Belgisch(e) blauw(e). Het wordt voornamelijk gehouden voor het vlees. Het ras kwam tot wasdom in Midden- en Hoog-België, maar het is om zijn economische kwaliteiten over de hele wereld verspreid. Het Belgisch witblauw staat bekend om zijn na doorgedreven veredeling verkregen spiermassa en om de noodzaak tot het veelvuldig gebruik van keizersnedes.

## Geschiedenis

### Oorsprong
Het Belgisch witblauw ontstond in België in het begin van de 19e eeuw uit kruisingen tussen Shorthorns of Durhams, ingevoerd door de overheid vanaf 1845, Charolais en lokale rundveerassen uit de Ardennen, om deze laatste te verbeteren. Deze kruisingen van Shorthorns leidden echter tot ontgoochelende resultaten. De melkproductie en het slachtrendement waren te laag en de kruisingen hadden ook nog eens te veel dekvet. Jaar na jaar verminderde de inmenging met Shorthornbloed en men stopte zelfs met kruisen nog voor het einde van de 19e eeuw. Maar het huidige witblauwras heeft nog steeds sommige eigenschappen van de Shorthorn overgeërfd, zoals: zijn lijn, vruchtbaarheid en de blauwe, witte of zwarte kleurslag. Op het einde van de 19e eeuw weerde men niet alleen inmengingen van Shorthorn in het ras, maar tegelijkertijd begon men ook de negatieve eigenschappen van de Shorthorn uit het witblauw te fokken, zodat men een nieuw blauw ras ontwikkelde. Niet veel later, in 1896, werd in België het eerste stamboek van het ras, Herd Book Hesbignon, opgestart.

### Tijdens de twee wereldoorlogen
Tijdens de Eerste Wereldoorlog werd het veeverbeteringsproject ingevroren, maar in 1919 vaardigde de overheid met een Koninklijk Besluit een effectieve rundselectie uit, dat als doel had het rundvee in België te verbeteren. Zodra de dieren geselecteerd werden, was het doel duidelijk: een drievoudig doel vee - voor melk, vlees en werk - ontwikkelen, De dieren moesten geblokt zijn en een goed formaat bezitten; een middelmatige bespiering vertonen en tegelijk ook een goede melkproductie verschaffen (4000 liter aan 3,5%). Deze doelstelling werd aangehouden tot in 1950. Na het selecteren van de dieren - waarbij Shorthornkruisingen zoveel mogelijk werden vermeden - bestond de volgende stap uit het afbakenen van de geografische raszones. Binnen deze zones mocht enkel het toegewezen ras voor selectie in aanmerking komen. Deze zones besloegen de provincies Brabant, Henegouwen, het zuiden van Limburg (Haspengouw), de Condrozstreek en Luxemburg met uitzondering van het syndicaat Vielsalm. Op dat ogenblik telde het ras ongeveer 928 000 runderen. Deze veeverbeteringspolitiek werd gevoerd tot aan de Tweede Wereldoorlog. Intussen had de fokkerij geopteerd voor een witte haarkleur en werd de benaming van het ras gewijzigd tot Witras van Midden- en Hoog-België. Het was een van de vijf veerassen die op dat moment (1922) officieel in België voorkwamen.

### Nieuwe koers
De periode 1950-1960 is een overgangsperiode waarin duidelijk wordt dat er een nieuwe koers zal gevaren worden, doordat kunstmatige inseminatie (KI) in de veeteelt zijn intrede doet en de consument meer vraag heeft naar de luxere en magere delen van het rundvlees, die bovendien snel konden worden bereid. Deze nieuwe koers in de fokkerij komt er effectief tussen 1960-1970. Oorspronkelijk was het witblauw een gemengd type, dat zowel voor de productie van vlees als melk instaat, maar er wordt, eerst bij de stieren, en daarna bij de koeien, duidelijk voorkeur gegeven aan een ontwikkeling van de bespiering. Dikbillen kwamen al in 1807 als natuurlijke mutatie in het ras voor en via kunstmatige inseminatie (KI) wordt deze mutatie door fokkers in de jaren 60 in het ras zo ingefokt dat het aantal dikbilrunderen stijgt. Er verschijnt een nieuwe type, dat kenmerken verenigt van zowel een sterk ontwikkelde bespiering (schouders, schoft, rug, lenden, achterhand), als een groot formaat, een fijn maar stevig beendergestel, een mooie harmonie van de lijnen met ronde ribben, een gebogen maar stevig achterdeel, verscholen heupen en een losse staart.
 In 1971 werden de raszones afgeschaft. En het Belgisch witblauwras is in 1973 ontstaan toen het ras in twee types werd opgesplitst: het vleestype en het dubbeldoeltype.

### Moderne aanpak
In de ontwikkeling van het moderne witblauw heeft de wetenschap een aanzienlijke rol gespeeld. Wetenschappers en wetenschappelijke teams veranderden de intuïtieve selectie van deze runderen naar een wetenschappelijke aanpak.

#### Prof. Hanset
Een belangrijke rol in de ontwikkeling van het Belgisch witblauwras is weggelegd voor professor emeritus Roger Hanset, die beschouwd kan worden als de wetenschappelijke vader van het Belgisch witblauwras. Hij legde onder meer de aanwezigheid en het mechanisme van het dikbilgen bloot en begeleidde het Belgisch witblauw stamboek met wetenschappelijk advies bij de selectie-activiteiten. De eerste fokwaardenschattingen in het ras alsook de lineaire exterieurbeoordeling waren van zijn hand.

## Types

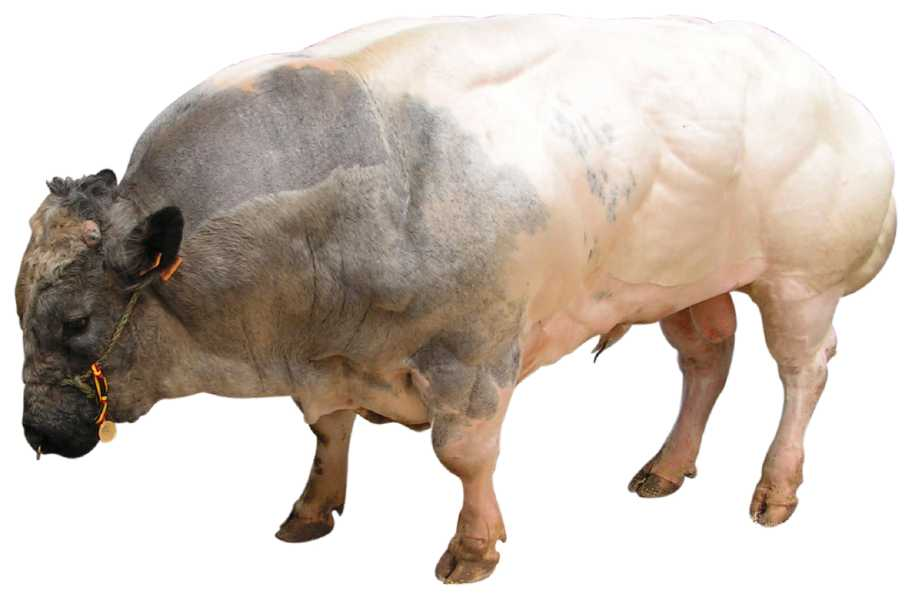
Het vleestype.

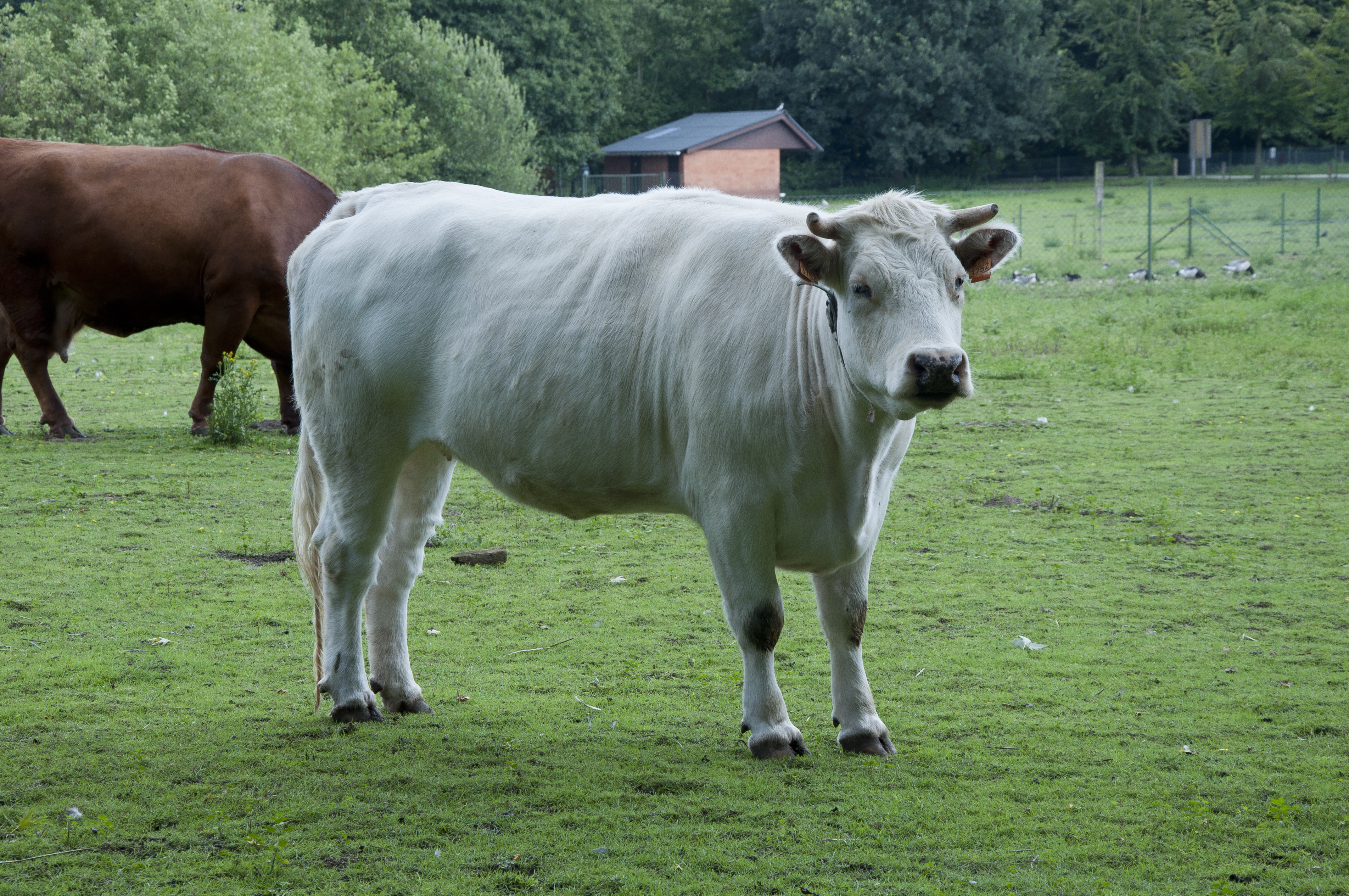
Het dubbeldoeltype (niet-dikbil) in Puyenbroeck.

Sinds de oprichting van het ras hebben er altijd al twee types bestaan.
- Het vleestype
- Het dubbeldoeltype

### Vleestype
Het vleestype werd na WO II gefokt, als reactie op het toenmalig overschot aan melk en tekort aan vlees. Het BWB-ras is nu voornamelijk een echt vleesras geworden. Het vlees is mager, mals en sappig dankzij de fijne spiervezels. Het slachtrendement schommelt tussen de 65 en 70%, wat zeer hoog is.

### Dubbeldoeltype
Het dubbeldoeltype of gemengd type, wordt voor zowel het vlees als voor de melk gefokt. In 2005, waren er ongeveer 150 fokkers van dit type, die vooral in de provincies Henegouwen en Waals-Brabant gelokaliseerd zijn. Dieren van het gemengd type zijn vrij zeldzaam. In 2006 waren er in Wallonië 3205 geregistreerde koeien dankzij allerlei instandhoudacties, want in 1995 waren er nog slechts 300 over. Een zeer verwant rund is het Blauwe rund van het Noorden (Bleue du Nord). Dit type is nog eens onderverdeeld in twee genotype's.
- Genotype mh/mh
- Genotype mh/+ of +/+

Mh staat voor myostatine mutatie

#### Genotype mh/mh
Het genotype mh/mh is genetisch identiek aan de dieren van het zuivere vleestype. De selectie ligt hier echter meer op gemakkelijker kalven (zie subkop "Kalven"). 43% van de dieren valt binnen deze categorie. Dieren die van genotype mh/mh zijn, zijn echte dikbillen.

#### Genotype mh/+ of +/+
Het genotype mh/+ of +/+ heeft meer melkproductiepotentieel, 20% van de dieren hoort bij +/+ en 37% bij mh/+. Dieren die +/+ hebben, hebben geen afwijking; Mh/+ zijn dieren met één mutatie, hetzij overgedragen via de vader dan wel de moeder.

## Kenmerken

### Eigenschappen
Een Belgisch witblauwrund is meestal een dikbil, een rund met een overmatige spierontwikkeling. Dit fenotype, dat door selectie vaak voorkomt bij het Belgisch witblauw, wordt veroorzaakt door het dikbil-allel van het myostatine-gen dat normaal de spierontwikkeling remt. Dit autosomaal recessief overervend gen is gelegen op chromosoom 2 van het rundergenoom. Het volledig genoom van het rund omvat 30 chromosoomparen die naar schatting 100.000 genen bevatten. De mutatie is een 11 basenpaar deletie in het myostatine gen wat leidt tot een functieverlies van dit gen.
Elk dier heeft een specifieke behoefte aan essentiële aminozuren. Methionine, phenylalanine en arginine zijn de meest limiterende aminozuren bij Belgisch witblauwe stieren.
De organen kunnen 10 tot 15% minder groot zijn dan bij andere runderrassen, maar normaliter komen hierbij geen complicaties aan te pas.
Bij het Belgisch witblauw is de 1:1 geslachtsverhouding niet van toepassing, want 52,5% van de dieren die geboren worden zijn mannelijk.

### Uiterlijk

#### Vorm

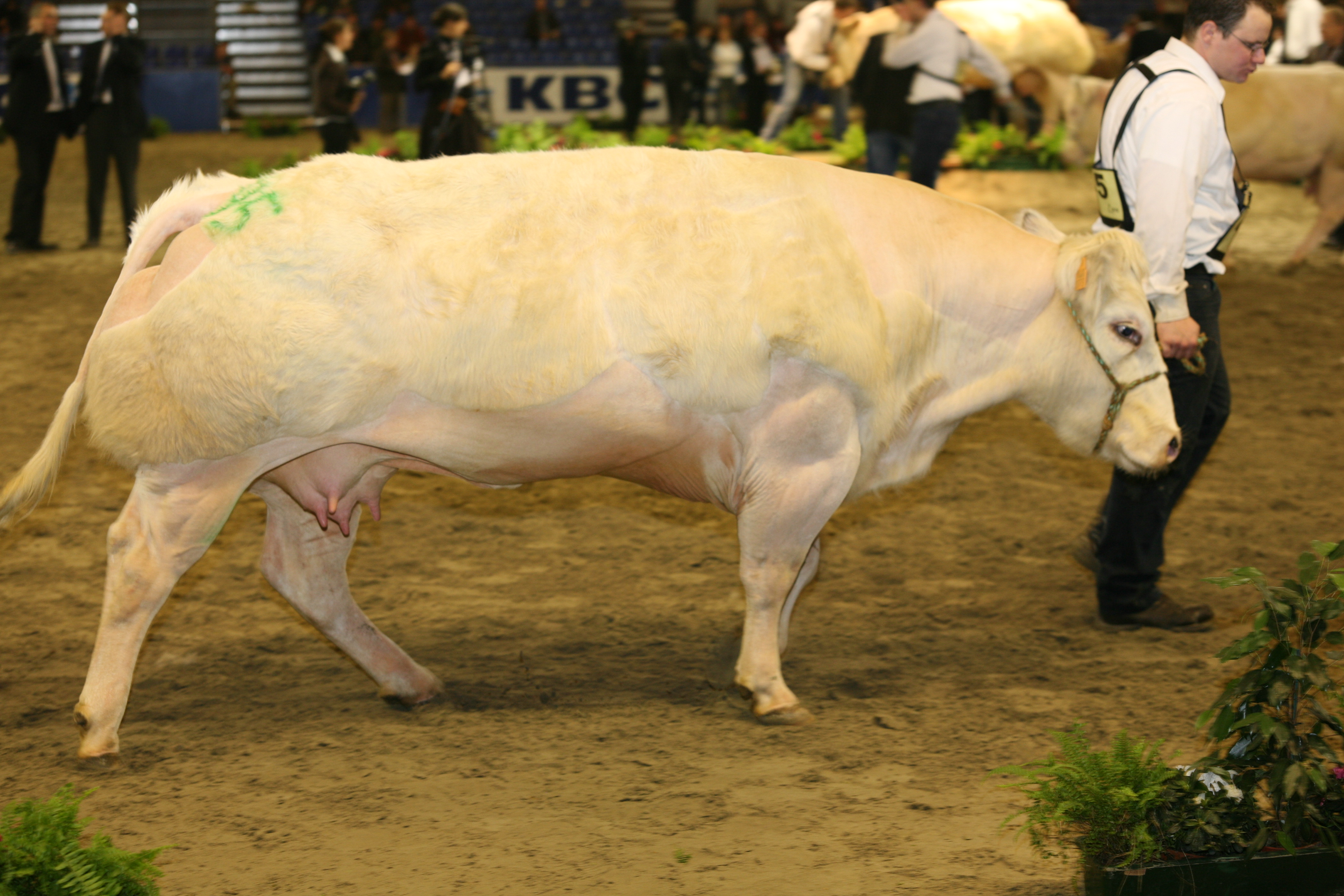
Een Belgisch witblauw vaars wordt geshowd op land- en tuinbouwbeurs Agriflanders

De kop is relatief klein ten opzichte van de rest van het lichaam; het heeft een harmonische bouw, afgeronde lijnen, diepe borst en brede rug, gespierde achterhand en is zwaargebouwd, met weinig dekvet.

#### Vacht
Ondanks de naam schuilen onder het witblauwras drie kleurvariëteiten: volledig wit (47%), witblauw tot blauw (43%) en wit-zwart (10%). Deze kleurslagen zijn uiteindelijk terug te voeren tot de introductie van Shorthornbloed. Daarnaast zijn er ook enkele zeldzamere kleurslagen, zoals rood-wit of zelfs witrik.

##### Vachtkleuren

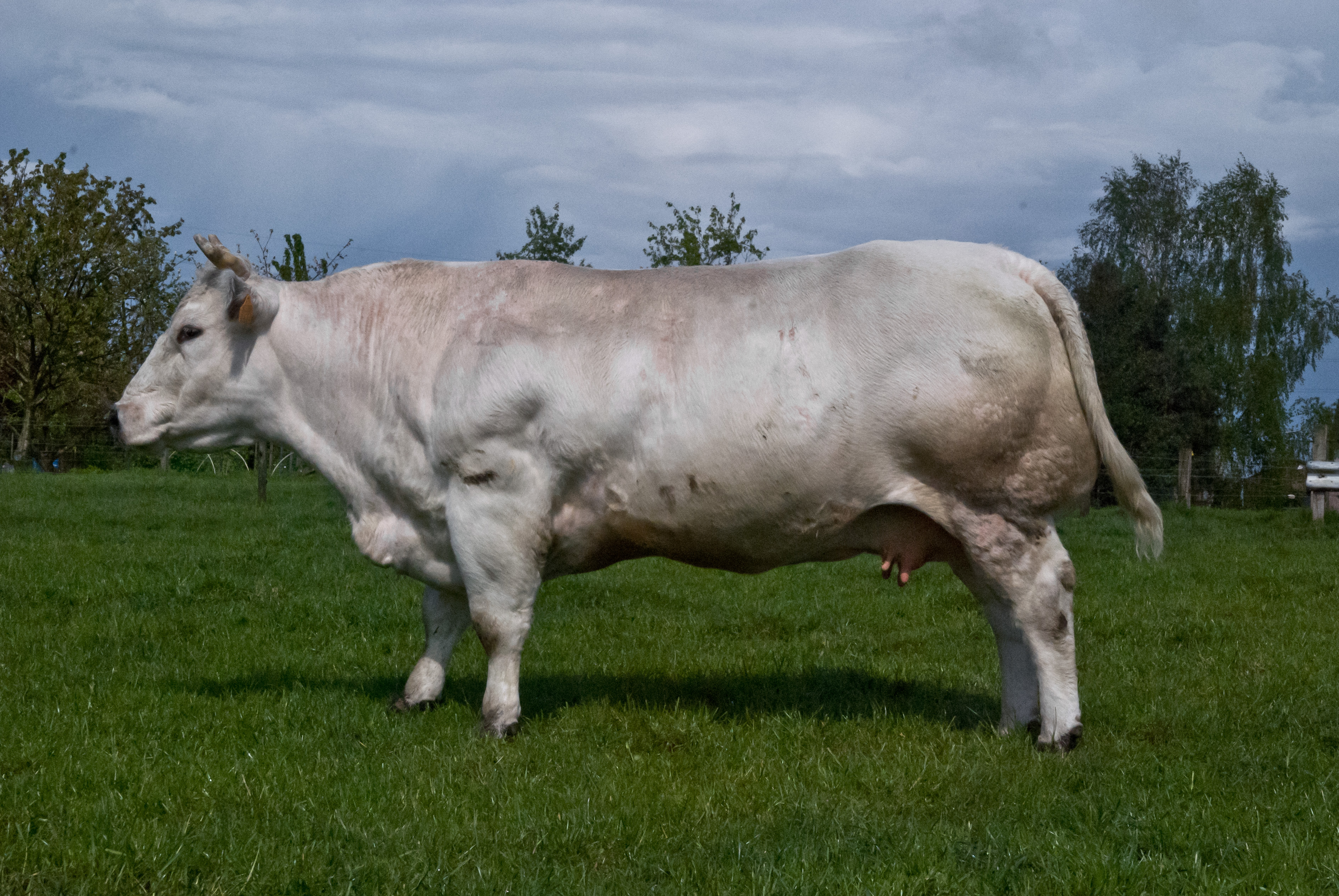
wit
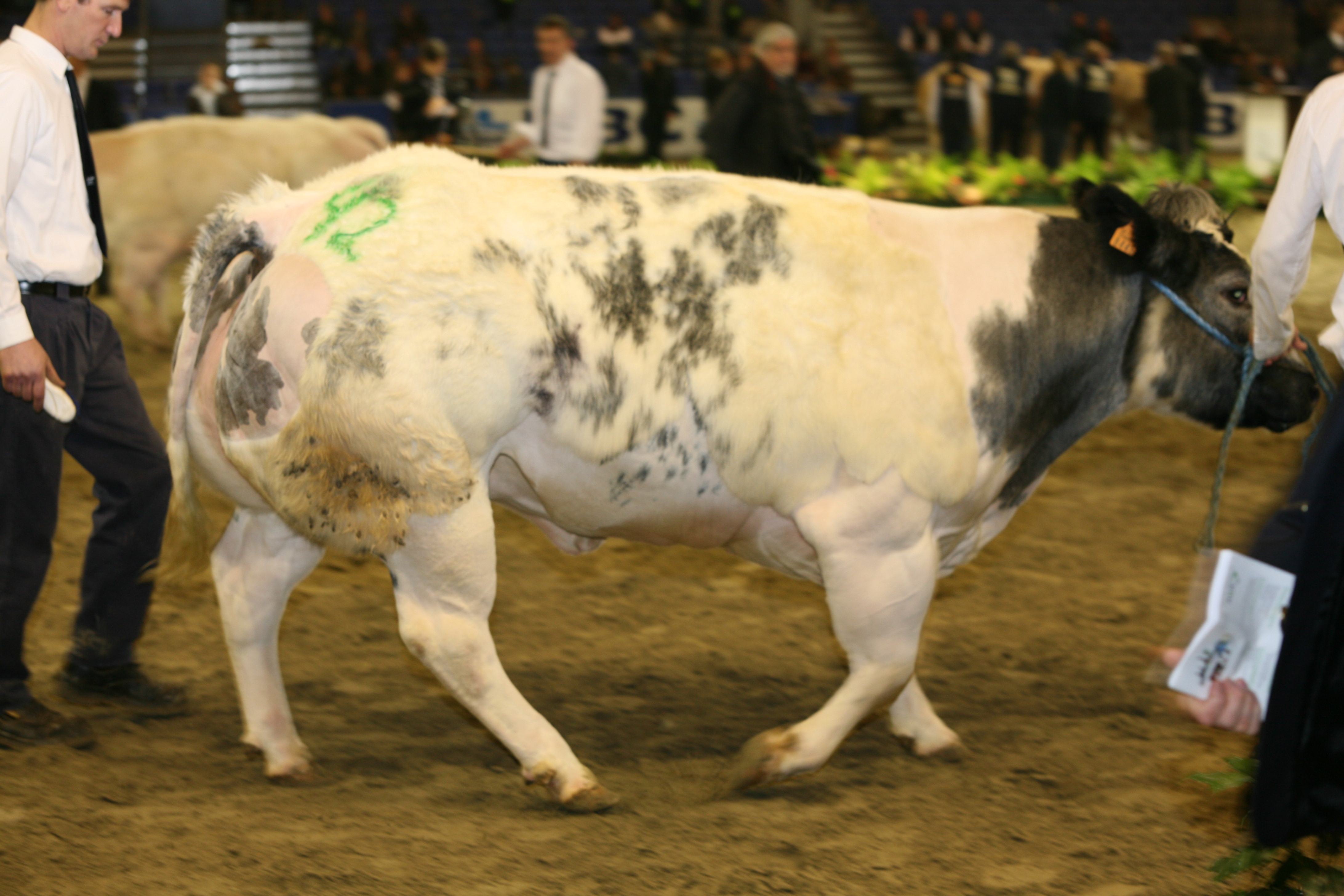
wit-blauw
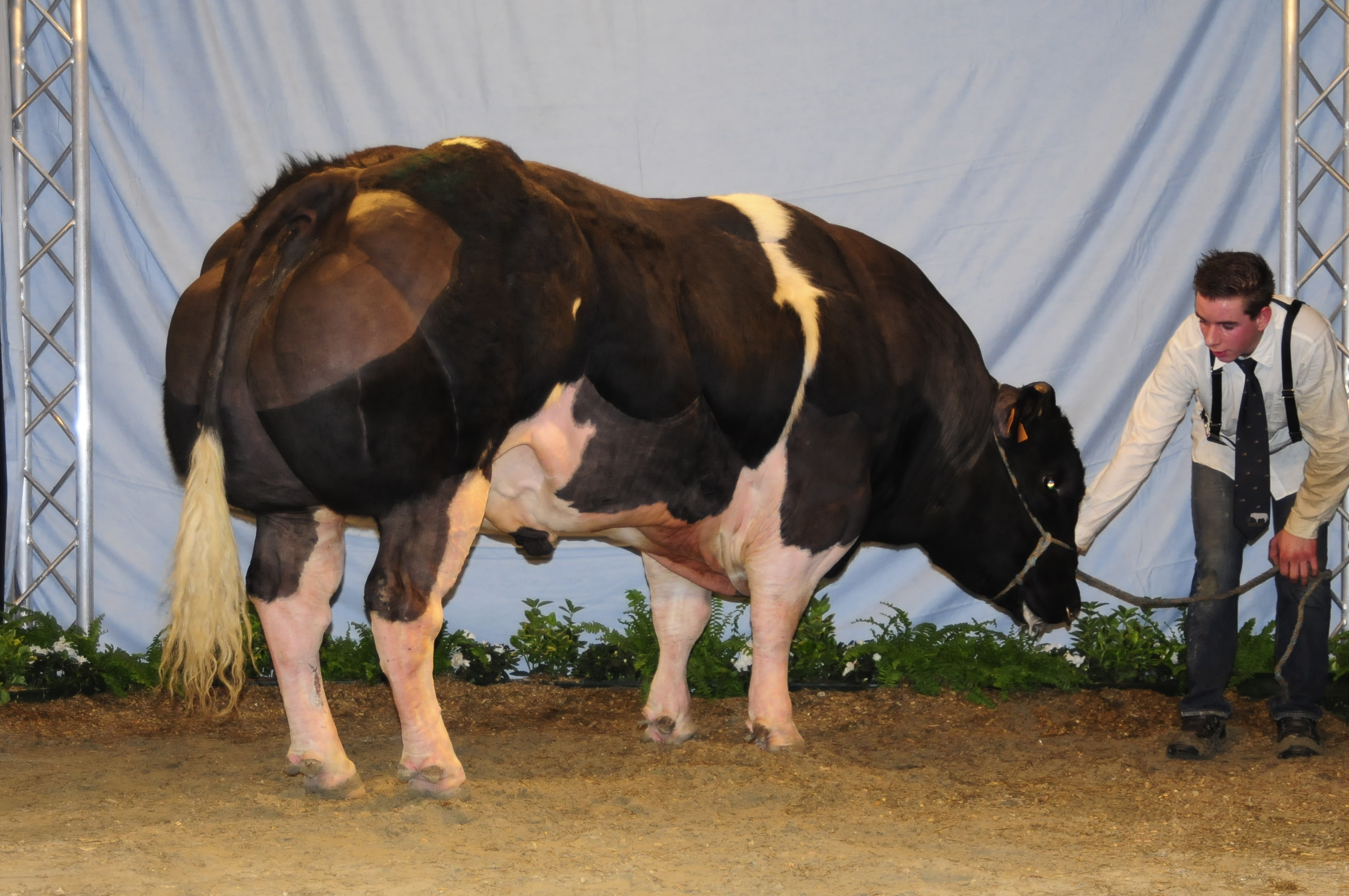
wit-zwart

Deze tabel toont wat de kans is op de vachtkleur van de nakomelingen van ouders met een bepaald kleurtype:
| Vachtkleur ouders | Vachtkleur nakomelingen | Vachtkleur nakomelingen | Vachtkleur nakomelingen |
| ----------------- | ----------------------- | ----------------------- | ----------------------- |
|                   | wit                     | blauw                   | zwart                   |
| wit x wit         | 100%                    |                         |                         |
| wit x blauw       | 50%                     | 50%                     |                         |
| wit x zwart       |                         | 100%                    |                         |
| blauw x blauw     | 25%                     | 50%                     | 25%                     |
| blauw x zwart     |                         | 50%                     | 50%                     |
| zwart x zwart     |                         |                         | 100%                    |

Het haar is dik, bij vaarzen bijna wollig.

### Gewicht en lengte
Stieren wegen 1100-1250 kg, maar stieren van meer dan 1300 kg zijn geen zeldzaamheid. Bij BWB-koeien bedraagt het volwassen gewicht 700 kg met een maximaal gewicht van 850–900 kg.

### Karakter
Het BWB heeft een rustig karakter.

## Verspreiding
Het BWB-ras vertegenwoordigt, op het totaal aantal rassen, 50% van de Belgische veestapel (2004), wat neerkomt op 1.083.408 individuen. 61% van de BWB-veestapel bevindt zich in Wallonië en 39% in Vlaanderen. Luxemburg, Henegouwen en West-Vlaanderen zijn de provincies waar het BWB het meest vertegenwoordigd is. Terwijl het BWB als zuiver ras in het noorden van Europa voor de productie van vlees wordt gekweekt, hebben andere streken andere prioriteiten en gebruiken het onder meer om te kruisen met andere vleesrassen. Het ras kent een wijde verspreiding en is aanwezig in:
| Land             | Aandeel inseminaties* | Ingevoerd in    |
| ---------------- | --------------------- | --------------- |
| Nederland        | 90%                   |                 |
| Duitsland        | 30%                   |                 |
| Denemarken       | 19%                   |                 |
| Frankrijk        |                       |                 |
| Groot-Brittannië |                       |                 |
| Verenigde Staten |                       | eind jaren 1980 |
| Ierland          |                       |                 |
| Canada           |                       | 1978            |
| Brazilië         |                       |                 |
| Mexico           |                       |                 |
| Namibië          |                       |                 |
| Argentinië       |                       |                 |
| Nieuw-Zeeland    |                       | 1987            |
| Australië        |                       | 1988            |
| Portugal         |                       |                 |
| Tsjechië         |                       | 1994            |

* van de nationale veestapel
Het Belgisch witblauw past zich gemakkelijk aan bij de grote diversiteit van bodems en klimaten waarmee het ingevolge van de internationale uitzetting wordt geconfronteerd en door zijn zacht karakter en ook door zijn geschiktheid voor kruising vertoont men veel interesse vanuit het buitenland om het te fokken.

### Kruising
Bij kruisingen met andere zuivel- of vleesrassen, verhoogt de opbrengst van het karkas met 5 tot 7% in vergelijking met de moederlijke lijn.

## Stamboek
Om de bekendheid van het BWB in alle streken te promoten, zijn 16 stamboeken in Europa, Azië, Australië en in Amerika ontstaan.
Deze 16 stamboeken zijn verenigd in de Internationale Vereniging van het Belgisch witblauwras, genoemd Belgian Blue International, die ten doel heeft:
- De methoden en criteria van identificatie en inschrijving in het stamboek te harmoniseren.
- De samenhang van selectieprogramma’s te waarborgen.
- De belangen van het ras op internationaal gebied te vertegenwoordigen.
- Aan de uitstraling en promotie van het BWB mee te werken.

Het stamboek vraagt de fokkers speciaal de aandacht te vestigen op beenwerk, gestalte en inteelt, wat de voornaamste zorgen zijn voor het ras.

## Het modelrund
| Lichaamsdeel                     | Kwaliteiten | Gebreken |
| -------------------------------- | --- | --- |
| Kop                              | Licht, goed geproportioneerd, platte en tamelijk brede kruin, brede snuit en bredere kop, de kop is korter en zwaarder bij de stier. Korte, horizontale horens, opzij staand bij de stier; gekromd, en vóór de kruin staand bij de koe. | Plompe, langwerpige en smalle kop + muil. |
| Hals                             | Zwaar en horizontaal bij de koe, vol en buitenwaarts gebogen (bol) bij de stier. | |
| Schouders                        | Flink gespierd, in harmonie met de omringende lichaamsdelen. Bespiering van de schouders, de poten, de voorpoten, en de opperarmbenen bijzonder goed ontwikkeld bij de stier. | Vooruitstekende, ver uit elkaar staande schouders, onvoldoende bespiering. |
| Schoft                           | Brede, gespierde schoft, die -bij de koe- samen met de hals en met de rug in één rechte lijn doorloopt. | Smalle schoft, niet voldoende bespierd, slecht verbonden met de rug. |
| Bovenkant: rug en spieren        | Horizontaal, breed en gespierd, vaak met een groef te midden van de rug, die kan doorlopen naar achteren. Zeer sterke spieren. | Zadelrug, te weinig bespiering, slechte aanhechting van de spieren, uitpuilende ruggengraat. |
| Borstkas                         | Afgeronde borstkas en dikke spierlaag achteraan de schouder, vooral bij het mannelijke rund. De borst breed en gespierd, vooral bij de stier : fijne en soepele huid, halskwab weinig ontwikkeld. | Platte, langwerpige ribben, smalle borst, dikke huid. |
| Buik en flank                    | Kort en vol, de liesplooi loopt langs de zeer dikke pees in voorwaaste richting door. | Dunne, holle, zwakke onderbuikswand. |
| Kruis (beenderen van het bekken) | Breed met verscholen, langwerpig, gebogen achterdeel, met goed ontwikkelde, zeer sterke bespiering, vooral bij de stier, de groef in het midden wordt ingenomen door het heiligbeen dat overgaat in de staart; deze aanhechting is duidelijk en voldoende los. | Het achterdeel is niet voldoende lang, breed of gebogen, de bespiering is onvoldoende, zwakke en platte aanhechting van de staart.                                                                           |
| Billen en dijen                  | Vol en bolrond gewelfd met duidelijke groeven tussen de spieren; van opzij gezien, aan de basis van de uitstekende delen van de heupbeen, loopt het achterdeel in een cirkelboog via de billen door naar achteren, terwijl de billen over de kniegewrichten en de bijhorende pezen hangen. Wanneer men een stier van voren naar achteren bekijkt, lijkt de buitenlijn die langs de bovenzijde van de billen loopt, de vorm aan te nemen van een cirkel. | Bespiering onvoldoende, te korte billen. |
| Staart                           | Ontwikkeling is in verhouding tot het beendergestel, gemiddelde lengte, valt loodrecht. | Platte en zwakke aanhechting van de staart; te korte staart. |
| Ledematen en stand               | Sterk en eerder fijn beendergestel, droge en soepele gewrichten, gave en stevige hoeven. | Grof beendergestel, stijve, logge, en zelfs gezwollen gewrichten. |
| Voorpoten                        | - Van opzij gezien vormt de voorpoot één rechte zuil, met de knie en het pijpbeen op dezelfde lijn. - Vooraan gezien vormen de voorpoot en het pijpbeen een open hoek naar buiten, met de knie als hoekpunt. | - Te veel naar voor/achter gerichte voorpoten; gebogen knieën. - O-poten (knieën te veel naar buiten); X-poten (knieën te veel naar binnen).                                                                 |
| Achterpoten                      | - Vooraan valt een denkbeeldig neergelaten loodlijn vanuit de uitstekende delen van de heupbeenderen op de uitstekende delen van de kniegewrichten. - Van achteren gezien lopen de achterpoten parallel met het middenvlak van het lichaam. | - Het rechtopstaand gedeelte van de achterkant, de onderkant achteraan; de hoek van de kniegewricht is te open (rechte kniegewrichten), te veel gesloten (kniegewrichten met een elleboog). - O- en X-poten. |
| Koten                            | De lijn van de hoeven wordt doorgetrokken vanaf het kroonbeen tot aan de kogel. De koot is uiteraard rechter aan de achterpoten. | Koot te weinig gebogen (rechte lijn met koten); koot te veel gebogen (onderkant of lengte met koten). |
| Uiers                            | Vierkante en symmetrische uier, middelmatig ontwikkeld, spenen goed verdeeld. | Afhangende uier, uier in de vorm van een fles (geiten-uier): spenen te dicht bij elkaar. |
| Teelballen                       | Normaal volume. | Te klein, gezwollen, afwezig (cryptorchisme), 1 teelbal in plaats van 2. |

Tabel

## Productie

### Vlees

#### Groei
De gemiddelde dagelijkse groei (GDG) van fokstieren van 7 tot 13 maanden bedraagt 1,6 kg per dag. In afmesting bereikt het 1,2 kg per dag. De voederconversie (kilogram krachtvoeder per kilogram groei) is beter bij het vleestype. Bij dit type wordt een lager verbruik genoteerd en een betere omzetting. Deze gunstige verbruiksindex kan verklaard worden doordat de gewichtstoename rijker is samengesteld, met name uit eiwitten, en tegelijk armer is aan vetten. De verbruikersindex bedraagt tussen 7 en 13 maanden ongeveer 5 kg krachtvoer per kilo groei. Aangezien het rund een geringe neiging vertoont tot afzetting van vet, kan het gefokt en vetgemest worden op basis van een energierijke voeding die resulteert in een gewichtstoename zonder het risico van de vorming van overmatig vet. De
traditionele formule is het kweken van stieren van 18 tot 19 maanden oud met een gewicht van ongeveer 650-700 kilo.
Voor jongvee onder het jaar is bijvoedering gedurende gans het weideseizoen noodzakelijk omdat vers gras uit 85% water bestaat waardoor bij opname van vers gras slechts 15% droge stof wordt opgenomen. Aangezien de maag en het darmstelsel kleiner zijn dan bij andere runderen gaat deze sneller gevuld zijn door het water dat de maag vult, waardoor er geen droge stof meer kan opgenomen worden (=verdringingseffect).

#### Slachting
Bij het BWB-ras bedraagt het rendement bij de slachting 70% en meer. Met een vleesrendement van het karkas van 82% en zelfs meer. Het rendement omvat twee belangrijke delen, met name de slachtopbrengst en het versnijdingsrendement. Beide zijn doorslaggevend bij de evaluatie of de waardebepaling van een slachtdier. De aanbiedingsvorm (0 tot 9) is nog een bijkomend punt dat bepalend is voor de slachtopbrengst
Om het slachtrendement (in %) te berekenen kan men deze formule gebruiken: {\displaystyle {\frac {{\text{geslacht gewicht}}\times 100}{\text{levend gewicht}}}}
Dit is het gewicht van het slachtwarm karkas t.o.v. het levend gewicht. De witte organen, de rode organen, het bloed, de kop, de huid, de poten, het binnenvet (slotvet en niervet) en de opkuis van de bloednek vormen het verlies. Bijvoorbeeld:
Een rund van 660 kg heeft als geslacht gewicht 429 kg. Na de formule gebruikt te hebben komt men aan een slachtrendement van 65%.
Deze kan sterk variëren van minder dan 50% tot meer dan 70%. De enorme verschillen komen vooral door de doorgedreven specificatie van vlees- of melktypes.
Punten waarvan het slachtrendement afhankelijk is:
- Ras en type: een puur vleestype geeft uiteraard een hoger slachtrendement t.o.v. een melktype. Gemengd types en kuddedieren vallen daartussen.
- Uitgevastheid: lege of gevulde dieren. Een rund dat niet nuchter is, kan een maaginhoud hebben van enkele tientallen kilo, die des te minder naar buiten uit zichtbaar is wanneer, het dier gevoed werd met droog, ‘kort’ voeder. Dieren met een lege maag kan men herkennen omdat ze diepe "hongergroeven" hebben (juist onderde lendengreep, daar bevindt zich de boekmaag) en dat de linkerbuikwand niet uitpuilt en bij het induwen weinig weerstand biedt.
- Bevleesdheid: goed gevleesde dieren hebben een gunstigere verhouding spierenslachtafval.
- Vetheid: een vetter dier geeft een hogere slachtopbrengst dan een mager. Men moet dan wel goed beseffen dat die hogere slachtopbrengst enkel berust op meer vet en dus geen meerwaarde betekent. Integendeel zelfs, want een vetter dier zal nadelig zijn in de presentatie en sommige klanten afschrikken. Bovendien zal het meer arbeid vragen voor ontvetten en opkuisen.
- Beendergestel: hoe zwaarder het beendergestel, de kop, de poten en de huid, hoe lager de slachtopbrengst zal zijn.
- Gekregen voeding: een dier dat groenvoer kreeg, geeft een lager rendement t.o.v. een dier dat meer krachtvoer genoot.
- Leeftijd: oudere dieren geven een lager rendement, o.a. door de grofheid van de beenderen en het binnenvet.
- Geslacht: vrouwelijke dieren geven een lager slachtrendement dan mannelijke dieren.
- Drachtigheid: dit kan men vaststellen aan de rechterzijde van het rund. In het begin van de dracht is dit nauwelijks te merken. Op het einde kan men zelfs het kalf 'voelen' bij het indrukken van de rechterbuikwand.

#### Vleeseigenschappen
Het vlees van het Belgisch witblauw is uiterst mager met vrijwel geen marmering en een dichte textuur. Deze eigenschappen zijn uit vraag van de consumeerder naar gezond en mager vlees gegroeid.

#### Prijs
Formule voor het berekenen van de kostprijs van het geslacht: {\displaystyle {\frac {{\text{aankoopprijs per kilo}}\times 100}{\text{slachtopbrengst}}}}

Voorbeeld: een dier dat levend 3,15 euro per kg kost met een slachtrendement van 68%, kost geslacht 4,63 euro (uiteraard zonder slacht- en andere kosten).

### Melk
Het vleestype produceert een kleine hoeveelheid melk: gemiddeld 7,0 kg/dag. Een eerstekalfskoe (koe dat haar eerste kalf heeft gekalft) produceert daarbij slechts 6,0 kg/dag. Oudere koeien produceren meer melk; zij komen aan 7,0-7,8 kg/dag. Het genotype mh/mh produceert gemiddeld 4.981 kg melk met 3,74% vet en 3,31% eiwit. Het genotype mh/+ of +/+ produceert gemiddeld 5400 tot 6000 kg melk.

### Huid
De huid van het Belgisch witblauw - goed voor 11-12% van het slachtgewicht - is niet zo geliefd bij de leerindustrie, omdat de huid te dun is en bij veel koeien er littekens van keizersnedes achterblijven. Daarom is de commerciële waarde van de huiden kleiner dan bij andere rassen.

## Beoordeling
Sinds 1988 gebruikt men een lineaire exterieurbeoordeling bij het witblauw, om individueel dieren een score te geven op hun uiterlijke kwaliteiten. Oorspronkelijk werd de score enkel aan een beperkt aantal dieren gegeven op een proefstation in Ciney aan fokstieren of koeien die een embryotransplantatie kregen. Vanaf 1994 werd de beoordelingstechniek toegankelijk voor alle fokbedrijven die hieraan mee wouden doen.

## Fokken

### Melk en moederdier
Een vaars is geslachtsrijp wanneer zij 60% van haar volwassen gewicht bereikt heeft. Optimaal kalven vaarzen op een leeftijd van 24 maanden met een lichaamsgewicht van gemiddeld 600 kg (net voor de kalving). Hiervoor dient de vaars gedekt te worden op een leeftijd van 15 maanden (minimum 350 kg) en de voeding moet er ook op gericht zijn dat het moederdier een niet te vette conditie bezit. Hiertoe moet een groei van ongeveer 750 g/dag nagestreefd worden. De tussenkalftijd (= de tijd die verstrijkt tussen twee kalvingen) bedraagt idealiter 378-385 dagen. Deze tussenkalftijd bestaat uit drie fases: het interval van de kalving tot de bronst (75 dagen), het interval de bronst tot de dracht (21 dagen) en ten slotte de drachtduur zelf die 283-292 dagen bedraagt en weinig variërend is bij BWB-koeien. In tegenstelling tot melkveerassen, beschikt het BWB-ras over een geringe hoeveelheid (= genoeg om het kalf te voeden) biest maar doorgaans van een uitstekende kwaliteit, oudere koeien geven een grotere hoeveelheid biest dan vaarzen. Bovendien is de biest van oudere koeien van een betere kwaliteit doordat de koeien al met meer ziektekiemen in contact gekomen zijn en dus meer antistoffen hebben aangemaakt.
Als het gewicht van de vaars niet met een weeginstallatie kan bepaald worden, kan dit geschat worden door het meten van de borstomtrek net achter de voorpoten. Een borstomtrek van 175 cm komt overeen met 400 kg, een 5 cm kortere of langere borstomtrek correspondeert met een respectievelijk 28 kg lager of hoger lichaamsgewicht.
(formule voor het berekenen van het gewicht op basis van de borstomtrek, opgesteld door professor Hanset: {\displaystyle Gewicht(kg)=0,0005691*Borstomtrek(cm)^{2,607}} (Bij kleine borstomtrekken is de formule minder betrouwbaar)
Voor het kalf is de biest van vitaal belang en voor een goede biestverstrekking dienen vier aspecten in acht genomen te worden, deze zijn voor alle rundrassen van toepassing.
- Vlug: De biest dient direct na de geboorte aan het kalf toegediend te worden. De aldus in het bloed opgenomen antistoffen zullen het kalf gedurende de eerste levensweken beschermen tegen de ziektekiemen die aanwezig zijn.

Vanaf twaalf uur na de geboorte daalt de efficiëntie van de opname van antistoffen en al vanaf het moment dat ze één dag oud zijn, worden de antistoffen uit de biestmelk niet langer in de bloedbaan opgenomen, maar hebben ze alleen nog een lokale beschermende én kiemremmende werking in het darmkanaal.
- Voldoende: Er wordt aangeraden om binnen de eerste 12 levensuren 3 liter biest (200 à 250 g immunoglobulines) en binnen de eerste 24 levensuren een totale hoeveelheid biestmelk te verstrekken die overeenstemt met 10% van het lichaamsgewicht. Gezien het bij zuigen moeilijk te controleren is hoeveel biest het kalf opneemt, is het ten sterkste aangeraden om de eerste maal de koe te melken en de biest zelf toe te dienen. Indien het kalf niet wil drinken, kan men de biest met een sonde opgieten.
- Vaak: De eerste dag wordt de biestmelk in 3 à 4 beurten toegediend. De 2e en 3e dag worden kleinere hoeveelheden over meerdere beurten verstrekt. Op bedrijven met diarreeproblemen als gevolg van een rota- of coronavirusbesmetting kan het raadzaam zijn om gedurende 21 dagen tweemaal daags 25 à 50 ml biest extra toe te dienen.
- Vers: Gezien de kwaliteit van de biest sterk afhankelijk is van het ras en de ouderdom, wordt aangeraden de kwaliteit met een colostrummeter te bepalen. Kwalitatieve biest bevat meer dan 50 g immunoglobulines per liter biest.

### Andere voedingsmanieren
Uiteraard kan men het kalf ook met kunstmelk voeren, maar soja als plantaardige eiwitbron wordt afgeraden voor BWB-kalveren.

### Geboorte

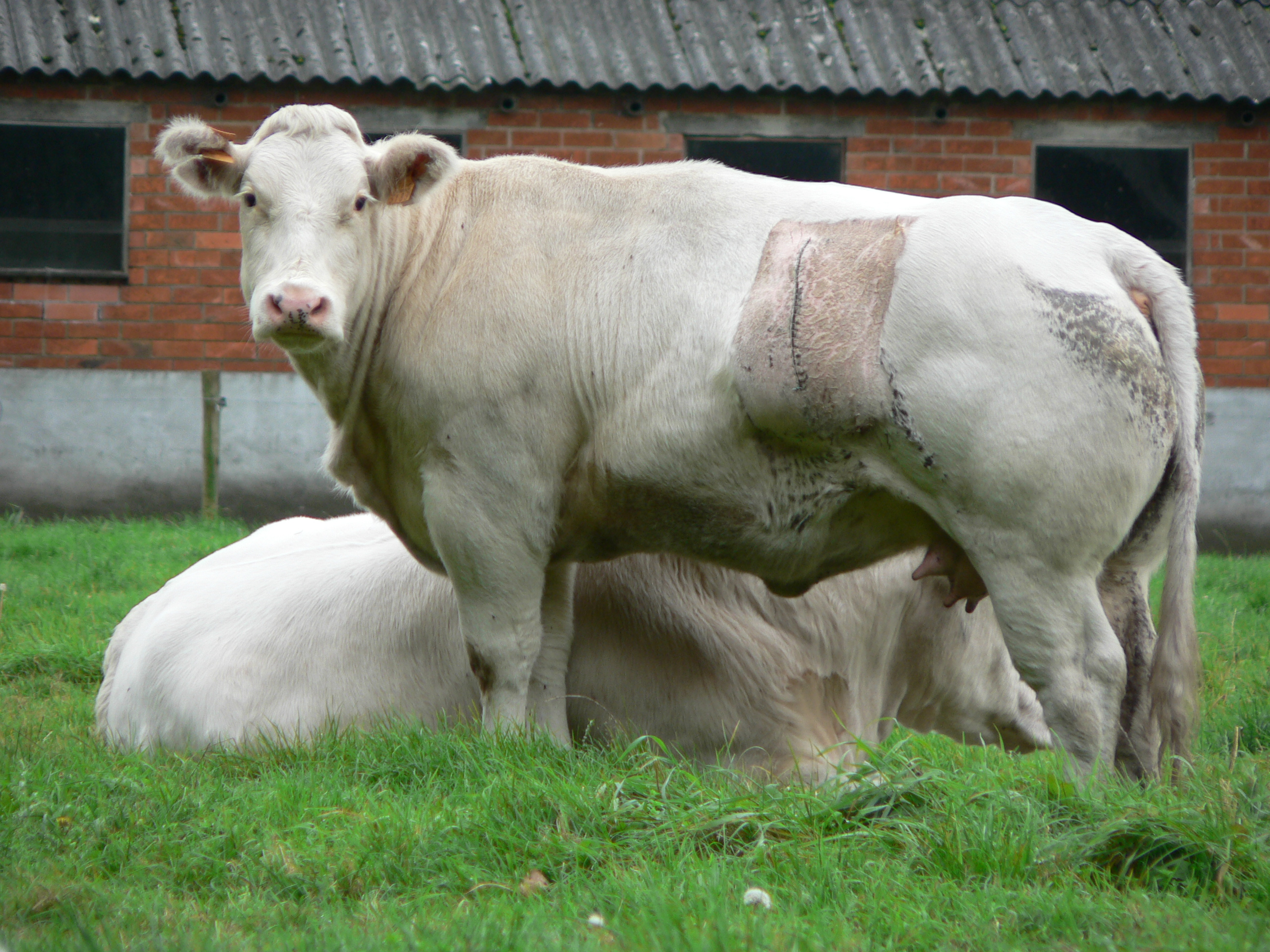
Belgisch Witblauwe koe met een litteken van een keizersnede op de linkerflank.

Tekenen die wijzen op een naderende kalving: gespannen uier, verweking van ligamenten en pezen: losse bekkenbanden, staarttop kan omgeplooid worden waarbij de opening in de bocht volledig dicht gaat.

### Keizersnede
Iets wat vaak voorkomt bij het Belgisch witblauw, is dat de kalveren een dubbelgespierde schouder hebben. Hierdoor kunnen de kalveren niet doorheen het geboortekanaal. Bij de zuivere dikbillen loopt het percentage keizersneden op tot 100%. Op zich geeft dit geen grote problemen voor de dieren. Bij het dubbeldoelras komen keizersnedes opmerkelijk minder voor, want daar wordt ongeveer 30% van de kalveren met een keizersnede geboren.

## Inteelt
Het Belgisch witblauw is een sterk veredeld ras, waarbij het Bulmereffect (door inteelt een vermindering van de genetische variatie) kan optreden. Door bijvoorbeeld steeds de meest gespierde dieren met elkaar te kruisen vermindert de variatie op deze genen en is er ook minder ruimte om die nog verder te verbeteren. Hierdoor zal het minst bespierde dier steeds meer op het meest bespierde dier gaan lijken. Inteelt kan ook voordelen hebben, via inteelt kan men bepaalde genen in de populatie kweken (= fokvastheid). De nadelen zijn een verminderde vruchtbaarheid, gezondheidsproblemen en ook dat nadelige genen ook over heel de populatie verspreid kunnen raken, zoals letatele en recessieve genen (= inteeltdepressie). De afstammingskaart van de fokstieren in het Belgisch witblauw geeft een beeld van een populatie met duidelijke inteelt. Vandaag hebben twee derden van de stieren een Inteeltcoëfficiënt hoger dan 3,125%; dat komt overeen met een kruising kleinzoon-kleindochter, terwijl in 1990 de coëfficiënt 1,23% bedroeg. De oorzaak is het gebrek aan fokstieren enkele generaties geleden en volgens prof. Hanset ook aan de ongelijke verdeling in het gebruik van de bloedlijnen. Het gevolg van deze inteelt is dat raszuivere dieren over het algemeen meer kans hebben op genetische complicaties dan andere dieren. (Zie ook: 8.3 Genetische afwijkingen) Langs de andere kant neemt dan wel het verschil met andere rassen toe. Het vermogen dikbillen te ontwikkelen hangt nauw samen met een myostatine mutatie, maar de fokkerij van het Belgisch witblauw heeft ook extreem geselecteerd op andere genen die de bespieren beïnvloeden.

### Tegengaan van inteelt
Inteelt kan voornamelijk verholpen worden door te kruisen, waarbij het heterosiseffect van belang is.

## Gezondheid

### Perinatale sterfte
Bij het Belgisch Witblauw ras bedraagt het perinatale sterftecijfer gemiddeld 5% en bedraagt algemeen bij rundvee gemiddeld 7%.
Dit kan verklaard worden door de routinematige toepassing van de keizersnede waardoor geboortemoeilijkheden vermeden worden. Het verlies aan kalveren in de eerste levensweken is soms de oorzaak van onvoldoende observatie waardoor het kalvingstijdstip niet gekend is. Indien kalveren bruingeel gekleurd door meconium uitscheiding (eerste mest) geboren worden, wijst dit meestal op een zware stresstoestand (zuurstoftekort) waarbij de geboorte niet lang meer mocht uitgesteld worden.

### Huid
Belgisch witblauw runderen zijn zeer gevoelig voor schurft. De meest voorkomende en belangrijkste schurftmijt bij BWB-runderen is steekmijt. Vooral bij jonge runderen vermindert een huidaantasting door schurft en luizen in sterke mate de algemene weerstand tegen andere ziekten zoals griep.

### Genetische afwijkingen
Er zijn meerdere erfbare afwijkingen gekend in het ras. Het voorkomen van deze defecten wordt in hoge mate bepaald door de inteeltgraad van het dier.
Enkele voorbeelden van deze genetische afwijkingen zijn:
- Kromme Staarten Syndroom (KSS of SQT)*: deze afwijking is ondertussen wijdverspreid in de BWB-populatie en om die reden vraagt het stamboek aan de fokkers om al de fokstieren te testen vooraleer ze in de fokkerij worden ingezet. De afwijking kan teruggevoerd worden op de KI-fokstier 'Précieux de Somme', die een mutatie in zijn erfelijk materiaal had.[33]
- Congenitale musculaire dystonie (CMD): komt voor bij één kalf op de 500 (0,2% kans).[42]
  - Type 1 (CMD1)*: ook wel "plankkalveren" genoemd. 10% van de KI-stieren is drager van dit type dat spierafbraak en ademhalingsproblemen veroorzaakt. De oorsprong ligt bij de fokstier 'Riant'.
  - Type 2 (CMD2)*: ook wel "elektrische kalveren" genoemd, is altijd fataal binnen een paar uur na de geboorte[15]
- Dwerggroei of nanisme (NAN of GCM)*
- Verlengde drachtduur of overdracht (GP of OD)*
- Hamartoma (HAM)*: tumoren in de mond
- Arthrogryposis (ARTH)*: vervormde gewrichten en open gehemelte
- Witte vaarzenziekte (WHD): witte dieren hebben 1-15% meer kans om deze aandoening te ontwikkelen. Beesten met een blauwe vacht hebben minder kans om het te ontwikkelen en bij zwartharige runderen komt deze aandoening niet voor.[43]

*: Deze gebreken kunnen worden opgespoord met diagnosetesten

## Vergelijking met andere rassen

### Charolais
In vergelijking met het Belgisch witblauw heeft de Charolais een mindere gespierdheid, een lagere melkgifte en een kleinere dagelijkse groei. De Charolais heeft wel een vroegere seksuele rijpheid. De tussenkalftijd en kalfmortaliteit is ongeveer gelijk en het Belgisch blauw heeft een hoger geboortegemak en lager afkalftarief.

## Kritiek
Sommige chefs, waaronder Geert Van Hecke, bekritiseerden de smaak van het vlees, omdat het te neutraal zou zijn en zelfs smaakloos, doordat het vlees zo weinig vet bevat. Er is ook kritiek gekomen op het feit dat veel krachtvoer - dat vooral uit soja bestaat - uit Latijns-Amerika komt waar de teelt tot ontbossing zou leiden. De vegetarische organisatie EVA bekritiseerde dat kalveren niet zonder keizersnede geboren kunnen worden en lijden onder  gezondheidsproblemen door hun onnatuurlijke bouw. Ze stelt dat door de enorme afmetingen van de runderen hun vitale organen niet optimaal ontwikkeld zijn, waardoor ze vaak te kampen hebben met hart- en ademhalingsproblemen.

## Trivia
Belgisch witblauw was de term die verschillende interimkantoors rond 2010 gebruikten om aan te duiden dat een bedrijf uit racistische overwegingen enkel autochtone werknemers wilde. Er werd meestal voor de term BBB (Blanc blue belge) gekozen.